# Torarica
Torarica (auch Thorarica) war von 1651 bis 1667,  während der englischen Kolonisierung, die Hauptstadt von Suriname.
Sie wurde unter der Regentschaft von Lord Francis Willoughby of Parham am linken Ufer des Suriname etwa 75 km stromaufwärts an einer großen Bucht, nördlich der Mündung des Separipabo, im heutigen Distrikt Para angelegt.
Die Lage der Hauptstadt bot relativen Schutz vor möglichen feindlichen Angriffen von außen; Torarica war ein Eingangstor zu den  Plantagen, die sich bis zur späteren Jodensavanne erstreckten. Angepflanzt wurden vor allem Tabak und Zuckerrohr. In der Blütezeit bestand Torarica aus rund 100 Häusern, einer Kirche und einem Gouvernementsgebäude, dem sogenannten Parhamhouse.
Der Name Torarica hat wahrscheinlich seinen Ursprung in der Arawak-Sprache: Toraha-hari-raka (auf Deutsch: Platz, wo der Weiße wohnt).
Die Zeeländer nannten den Ort Zandpunt; Abraham Crijnssen machte 1667 nach der Eroberung des Landes Paramaribo zur Hauptstadt.
Ungefähr Mitte des 18. Jahrhunderts bestand Torarica noch, war aber schon stark verfallen. Heute ist die Stadt vollkommen verschwunden. In diesem Bereich wurde der Ferienpark Overbridge angelegt. Der Name der alten Hauptstadt lebt im Namen eines der größten Hotels in Paramaribo fort. 